# Мёллинг, Карин
Карин Мёллинг (нем. Karin Mölling; род. 7 апреля 1943 года, Мельдорф, Германия) — немецкий вирусолог, специалист по ретровирусам, в частности, вирусу иммунодефицита человека (ВИЧ). С 1993 по 2008 год была профессором и директором Института медицинской вирусологии Цюрихского университета. Сотрудничает с Институтом молекулярной генетики Макса Планка в Берлине.

## Биография

### Образование
Родилась в 1943 году в Мельдорфе. В 1968 году получила диплом по ядерной физике в Кильском университете. После стажировки по молекулярной биологии в Калифорнийском университете в Беркли вернулась в Германию для получения докторской степени в Институте вирусологии Макса Планка (ныне Институт биологии развития Макса Планка). Защитилась в 1972 году. Была докторантом в Институте Роберта Коха, а затем в Университете Гиссена, где в 1977 году габилитировалась по биофизике.

### Карьера
Начала независимую исследовательскую карьеру в 1976 году руководителем группы в Институте молекулярной генетики Макса Планка, где и работала до 1993 года, став стипендиатом Гейзенберга в 1981 году и постоянным руководителем группы в 1983 году. В 1993 году стала профессором и директором Института медицинской вирусологии Цюрихского университета и занимала эти должности до 2008 года. Продолжала руководить группой в Цюрихе и работать научным сотрудником MPI до 2011 года. После выхода на пенсию сохранила связи с обоими учреждениями.
За время своей академической карьеры Мёллинг являлась соучредителем нескольких биотехнологических компаний, участвовала в клинических испытаниях вакцины против ВИЧ и руководила работой около 100 магистрантов и докторантов.

## Научная работа
Исследовательские интересы Мёллинг были сосредоточены в первую очередь на ретровирусах, в частности вирусе иммунодефицита человека (ВИЧ), над которым она начала работать в аспирантуре. Она хорошо известна своим открытием рибонуклеазной H активности обратной транскриптазы, которая необходима для вирусной пролиферации. Её работа в этой области привела к разработке вакцины против ВИЧ на основе ДНК, клинические испытания которой также провела Мёллинг. Кроме того, Мёллинг исследовала онкогены, что привело к выделению белка фактора транскрипции Myc. Позднее она занялась вирусной диагностикой и эволюционной историей ретровирусов и ретротранспозонов.
Мёллинг также провела значительное исследование онкогенов, выделив раковый ген MYC и охарактеризовав его как фактор транскрипции. Вместе с коллегами она также обнаружила киназу RAF1 — передающее вещество в клетках, соответствующее протоонкогену, обнаруженному около 1983 года. Она обнаружила, что Raf не только играет роль в росте клеток, но также, например, в дифференцировке клеток, при этом играет роль взаимодействие с протеинкиназой B (Akt).

## Пандемия COVID-19
Во время пандемии COVID-19 Мёллинг привлекла всеобщее внимание своим интервью Radio Eins в марте 2020 года, в котором она заявила, что Covid не является серьёзным вирусом-убийцей и что всеобщая тревога есть лишь результат паники. Она оценила вирус Covid в диапазоне от 3 до 4 по шкале опасности от 1 до 10, добавив, что от гриппа в Германии умирает больше людей. Radio Eins дистанцировалось от этого заявления и принесло извинения слушателям за возможное преуменьшение опасности вируса Covid. В телепрограмме «Phoenix Runde» 17 марта 2020 года на тему мер против Covid-19 Мёллинг повторила своё мнение о том, что меры правительства сильно преувеличены. По мнению Мёллинг, из-за экстраполированного уровня смертности нет причин помещать в карантин всё население, добавив при этом, что риск может быть превышен другими патогенами, такими как грипп и мультирезистентные микробы. Опубликованные данные о пандемии, по мнению Мёллинг, неполны. При этом она высказалась в защиту усиленных мер изоляции только для групп повышенного риска, к одной из которых принадлежит она сама.
В интервью на YouTube она высказалась в защиту коллективного иммунитета и выступила против комендантского часа, особенно для детей и подростков, в Германии. В марте 2020 года в интервью радиостанции KenFM_24 она частично поправилась и заявила, что «сегодня это очень сомнительно с этической точки зрения, потому что людей фактически обрекают на смерть», позволяя им заразиться в надежде, что у них образуются антитела. Мёллинг указала, что «такие надежды возлагались на ВИЧ, но они не оправдались».
Вскоре, однако, Мёллинг изменила свою позицию и сказала, что она удивлена развитием и масштабами эпидемии и что она больше не хочет давать политические рекомендации.
В июле 2020 года она сказала в интервью
Basler Zeitung, что её предыдущие сравнения с гриппом были неверными:

Есть важное различие, которое я упустила из виду, когда впервые оценила болезнь в марте. […] Тогда я не знала, что многим пациентам с коронавирусом угрожает удушье. В то время не было известно, что пациенты должны будут находиться в реанимации до шести недель между жизнью и смертью, подключаться к аппарату искусственной вентиляции легких и искусственно вводиться в кому. Этот длительный период крайне интенсивной терапии, эти различные отказы органов — фундаментальное отличие от гриппа. Недавно было показано, что здоровому человеку требуются месяцы для восстановления.

## Награды и отличия
На протяжении своей карьеры Мёллинг получила ряд академических наград и почетных званий:
- 1981: Приз Винченца Черни
- 1982: Премия Рихтценхайна
- 1983: член Европейской организации молекулярной биологии
- 1986: премия Мейенбурга[англ.]
- 1987: Премия Аронсона[англ.]
- 1992: Премия Ансманна
- 2008: SwissAward[нем.][5]
- 2008-09: научный сотрудник Берлинского института перспективных исследований.